# Automatic/Time Will Tell
Automatic/Time Will Tell è un singolo della cantante giapponese Utada Hikaru, pubblicato il 9 dicembre 1998. Automatic/Time Will Tell ha debuttato vendendo 42 210 copie nella prima settimana, ma arrivando a venderne 2.063.000 in totale. Il singolo ha raggiunto la quarta posizione nella versione "8 cm" e la seconda posizione nella versione "12 cm" della classifica Oricon. Il singolo è il diciannovesimo più venduto nella storia in Giappone. Nel 2000 la cantante di Hong Kong Kelly Chen ha registrato una cover di Automatic intitolata 情不自禁 (Qíng Bù Zì Jìn) in cinese.
Automatic è stata usata come accompagnamento per gli spot televisivi della Honda Life ed è stata inserita nella colonna sonora del videogioco beatmania GB 2 GatchaMIX per Game Boy Color.

## Tracce
Versione 8 cm
1. Automatic - 5:12
2. Time Will Tell - 5:30
3. Automatic (Original Karaoke) - 5:11

Versione 12 cm
1. Automatic - 5:28
2. Time Will Tell - 5:30
3. Time Will Tell (Dub Mix) - 5:36

## Classifiche
| Classifica (1999) | Posizione più alta | Versione |
| ----------------- | ------------------ | -------- |
| Oricon            | 2                  | 12 cm    |
| Oricon            | 4                  | 8 cm     |